# Liste der türkischen Botschafter in Turkmenistan
Am 16. Dezember 1991 erkannte die türkische Regierung die turkmenische als erste Regierung an.
Am 29. Februar 1992 nahmen die beiden Regierungen diplomatische Beziehungen auf.
Am 26. März 1992 empfing Saparmyrat Nyýazow Selçuk İncesu zur Entgegennahme seines Beglaubigungsschreibens.
Am 2. Mai 1992 eröffnete Süleyman Demirel die Botschaft in Aşgabat.
| Ernennung Akkreditierung | Botschafter            | Bemerkung | Liste der Ministerpräsidenten der Türkei | Liste der Präsidenten von Turkmenistan | Posten verlassen |
| ------------------------ | ---------------------- | --- | ---------------------------------------- | -------------------------------------- | ---------------- |
| 20. März 1992            | Selçuk İncesu          | (* 20. Juli 1937 in Istanbul) 1956: Abitur: Galatasaray-Gymnasium, 1979: Leiter der Abteilung Afrika, 1984–1988: Generalkonsul in Brüssel 1992: Leiter der Abteilung bilaterale kulturelle Beziehungen. | Süleyman Demirel                         | Saparmyrat Nyýazow                     | 16. Juni 1995    |
| 30. Juni 1995            | Mehmet Yiğit Alpogan   | (* 1945 in Ödemiş) Studium der Politikwissenschaft an der Universität Ankara, wo er 1967 promoviert wurde, 1968: Eintritt in den auswärtigen Dienst, 1972: Botschaft in Tokio, 1975: Botschaft in Nordnikosia, 1978: Ankara, 1979: Genf, 1985: Gesandtschaftssekretär erster Klasse in Den Haag, 1995–1998: Botschafter in Aşgabat, 1998: Leitung der Abteilung bilaterale politische Angelegenheiten, 2000: stellvertretender Sekretär des Außenministeriums, 2001–2004:Botschafter in Athen, Im Rahmen der Zivilisierungsvorstellung der EU erhielt er als erster Zivilist den Posten des Generalsekretärs des Nationalen Sicherheitsrates, 2007–2010: Ambassador to the Court of St. James, 2010: Versetzung in den Ruhestand. | Tansu Çiller                             | Saparmyrat Nyýazow                     | 10. März 1998    |
| 27. März 1998            | Oktay Özüye            | 1. August 1995 – 1. März 1998: Botschafter in Singapur, 30. Nov. 2004 – 28. Dez. 2008: Botschafter in Peking. | Mesut Yılmaz                             | Saparmyrat Nyýazow                     | 21. Juli 2000    |
| 28. Juli 2000            | Mehmet Bahattin Gürsöz | | Bülent Ecevit                            | Saparmyrat Nyýazow                     | 18. Dez. 2004    |
| 3. Jan. 2005             | Hakkı Akil             | (* 5. Januar 1953 in Kargı) 1972: Abitur Galatasaray-Gymnasium, 1977: Studium an der Universität von Bordeaux, 1979: Eintritt in den auswärtigen Dienst, 1987–1988: Master der École nationale d’administration, 2005–2008: Botschafter in Ashgabat, 2008–2009: Botschafter in Abu Dhabi, 2009: Ministerialdirigent der Abteilung Haushalt, 20. Januar 2011 – 1. April 2014: Botschafter in Rom, 14. April 2014: Botschafter in Paris. | Recep Tayyip Erdoğan                     | Saparmyrat Nyýazow                     | 23. Apr. 2005    |
| 7. Mai 2008              | Hüseyin Avni Bıçaklı   | (* 1959 in Gelendost) Abitur Afyon Lisesi, Studium Internationale Beziehungen, promoviert, 1982: Eintritt in den auswärtigen Dienst, in Zürich, Tel Aviv, Dublin und Bukarest beschäftigt, 1. Sep. 2000 – 13. Feb. 2005: Generalkonsul in Jerusalem, Ministerialdirigent der Abteilung Multilaterale Kultur, | Recep Tayyip Erdoğan                     | Gurbanguly Berdimuhamedow              | 2. Jan. 2011     |
| 2011                     | Şevki Mütevellioğlu    | (* 1959 in Istanbul) Abitur: Ankara Atatürk Lisesi, Studium Bachelor der Wirtschafts- und Verwaltungswissenschaft Technische Universität des Nahen Ostens, 1983–1985: Ankara: Wirtschaftsministerium Abteilung Außenhandel, 1985–1988: Eintritt in den auswärtigen Dienst, 1988–1992: Attaché, Gesandtschaftssekretär dritter/zweiter Klasse in Moskau, 1992–1993: Ankara Abteilung Gemeinschaft Unabhängiger Staaten, 1993–1995: außenpolitischer Berater des Premierministers, 1995–1999: Gesandtschaftssekretär erster Klasse bei der Mission beim EU-Parlament in Brüssel, 1999–2001: Zeremonienmeister, 2001–2004: Gesandtschaftsrat beim UN-Hauptquartier, 2004–2006: Generalkonsul in Batumi (Georgien), 2006–2008: Beauftragter für die EU-Communication Group (ABIG), 2008–2010: beamteter Staatssekretär im Außenministerium, 2010: Botschafter in Ashgabat. | Recep Tayyip Erdoğan                     | Gurbanguly Berdimuhamedow              |                  |